# Europees kampioenschap korfbal 2006
De Europese kampioenschappen korfbal van 2006 is de 3e editie van het Europees Kampioenschap Korfbal.
Deze editie werd gehouden van 18 april tot en met 22 april in het Hongaarse Boedapest.
In deze edititie speelden 8 landen mee, 2 landen minder dan de editie van 2002.

## Deelnemers
- Hongarije (gastland)
- Nederland (titelverdediger)
- België
- Tsjechië
- Catalonië
- Duitsland
- Verenigd Koninkrijk
- Rusland

## Poule Fase

#### Groep A
| 16 april, 2006 |         |           |
| Tsjechië       | 10 – 9  | Catalonië |
| Hongarije      | 8 – 24  | België    |
| 17 april, 2006 |         |           |
| België         | 23 – 16 | Tsjechië  |
| Hongarije      | 17 – 13 | Catalonië |
| 18 april, 2006 |         |           |
| België         | 18 – 7  | Catalonië |
| Hongarije      | 15 – 19 | Tsjechië  |

| Pos | Land      | Wed | W | G | V | DV | DT |      | Ptn |
| --- | --------- | --- | - | - | - | -- | -- | ---- | --- |
| 1.  | België    | 3   | 3 | 0 | 0 | 65 | 31 | + 34 | 9   |
| 2.  | Tsjechië  | 3   | 2 | 0 | 1 | 45 | 47 | - 2  | 6   |
| 3.  | Hongarije | 3   | 1 | 0 | 2 | 40 | 56 | - 16 | 3   |
| 4.  | Catalonië | 3   | 0 | 0 | 3 | 29 | 45 | - 16 | 0   |

### Groep B
| 16 april, 2006      |         |                     |
| Duitsland           | 10 – 12 | Rusland             |
| Nederland           | 19 – 6  | Verenigd Koninkrijk |
| 17 april, 2006      |         |                     |
| Nederland           | 27 – 6  | Duitsland           |
| Verenigd Koninkrijk | 15 – 12 | Rusland             |
| 18 april, 2006      |         |                     |
| Nederland           | 26 – 11 | Rusland             |
| Duitsland           | 14 – 7  | Verenigd Koninkrijk |

| Pos | Land                | Wed | W | G | V | DV | DT |      | Ptn |
| --- | ------------------- | --- | - | - | - | -- | -- | ---- | --- |
| 1.  | Nederland           | 3   | 3 | 0 | 0 | 72 | 23 | + 49 | 9   |
| 2.  | Duitsland           | 3   | 1 | 0 | 2 | 30 | 46 | - 16 | 3   |
| 3.  | Rusland             | 3   | 1 | 0 | 2 | 35 | 51 | - 16 | 3   |
| 4.  | Verenigd Koninkrijk | 3   | 1 | 0 | 2 | 28 | 45 | - 17 | 3   |

## Tweede Ronde Wedstrijden

### 5e/8e plaats
| 20 april, 2006 |         |                     |
| Catalonië      | 17 – 14 | Rusland             |
| Hongarije      | 6 – 9   | Verenigd Koninkrijk |

#### Halve finale
| 20 april, 2006 |         |           |
| België         | 17 – 10 | Duitsland |
| Nederland      | 28 – 10 | Tsjechië  |

## Finale Wedstrijden

### Plek 7 & 8
| 22 april, 2006 |         |           |
| Rusland        | 21 – 13 | Hongarije |

### Plek 5 & 6
| 22 april, 2006 |         |                     |
| Catalonië      | 13 – 14 | Verenigd Koninkrijk |

### Plek 3 & 4
| 22 april, 2006 |         |          |
| Duitsland      | 15 – 16 | Tsjechië |

### Finale
| 22 april, 2006 |         |        |
| Nederland      | 25 – 14 | België |

## Eindstand van het toernooi
| Plaats op ranglijst | Team                |
| ------------------- | ------------------- |
| Goud                | Nederland           |
| Zilver              | België              |
| Brons               | Tsjechië            |
| 4                   | Duitsland           |
| 5                   | Verenigd Koninkrijk |
| 6                   | Catalonië           |
| 7                   | Rusland             |
| 8                   | Hongarije           |

| Europees Kampioen Korfbal 2006 |
| ------------------------------ |
| Nederland Derde titel          |